# Villanueva del Ariscal (kommunhuvudort)
Villanueva del Ariscal är en kommunhuvudort i Spanien.   Den ligger i provinsen Provincia de Sevilla och regionen Andalusien, i den sydvästra delen av landet, 400 km sydväst om huvudstaden Madrid. Villanueva del Ariscal ligger 153 meter över havet och antalet invånare är 5 471.
Terrängen runt Villanueva del Ariscal är huvudsakligen platt, men västerut är den kuperad. Villanueva del Ariscal ligger uppe på en höjd. Runt Villanueva del Ariscal är det mycket tätbefolkat, med 1 956 invånare per kvadratkilometer. Närmaste större samhälle är Sevilla, 14,9 km öster om Villanueva del Ariscal. Trakten runt Villanueva del Ariscal består till största delen av jordbruksmark.